# Bebearia (Apectinaria) abesa
Bebearia (Apectinaria) abesa es una especie de mariposa de la familia Nymphalidae.

## Subespecies
- Bebearia (Apectinaria) abesa abesa
- Bebearia (Apectinaria) abesa pandera

## Distribución
Se encuentran distribuidas por Sierra Leona, Liberia, Costa de Marfil, Ghana, Nigeria, Camerún, Gabón, la República Democrática del Congo y Uganda. 